# Rävgårdsdammen
Rävgårdsdammen är en sjö i Lessebo kommun i Småland och ingår i Ronnebyåns huvudavrinningsområde.